# Svetište Majke Božje Bistričke
Hrvatsko nacionalno svetište Majke Božje Bistričke je krovno katoličko hrvatsko marijansko svetište i jedno od najposjećenijih u Hrvatskoj. Bazilika Majke Božje Bistričke nalazi se na povišenu položaju u središtu Marije Bistrice i zaštićeno je kulturno dobro. Osim jednobrodne crkve okružene cinktorom u koji je uklopljen župni dvor, tu su i kapele sv. Petra, sv. Katarine i sv. Josipa na prostoru pred crkvom te Kalvarija na susjednu brežuljku. Župa se spominje još 1334. godine, a današnji izgled zdanja, u kojem se u duhu historicizma spajaju oblici gotike, baroka, firentinske i njemačke renesanse, nastao je proširenjem starije crkve i obnovom koju je vodio Hermann Bollé od 1879. godine. Freska Z. Šulentića na trijumfalnu luku svetišta najmonumentalnije je ostvarenje zidnoga slikarstva druge polovine 19. stoljeća na prostoru sjeverozapadne Hrvatske. Svetište je dio Marijanskoga hodočasničkog puta.

## Povijest
Kip Majke Božje Bistričke potječe iz 15. stoljeća i bio je u crkvi na Vinskom Vrhu. Zbog opasnosti od Turaka Gospin kip premješten je u župnu crkvu u Bistrici, a 1650. zazidan u jedan prozor. Nastojanjem zagrebačkog biskupa Martina Borkovića kip je pronađen 1684. i stavljen na počasno mjesto. Tada počinju brojna hodočašća. 
Hrvatski je sabor 1715. darovao glavni oltar na čast Bistričke Gospe, 1715. papa Benedikt XIV. podijelio je oproste hodočasnicima koji se ispovijede i pričeste. Požar je 1880. oštetio čitavu crkvu osim glavnog oltara s kipom Majke Božje Bistričke koji je ostao posve neoštećen. Arhitekt Hermann Bolle obnovio je i proširio crkvu te izgradio cintor oko svetišta. Papa Pio XI. proglasio je crkvu Majke Božje Bistričke manjom bazilikom (basilica minor). Zagrebački nadbiskup dr. Antun Bauer okrunio je 1935. čudotvorni kip Marije i Malog Isusa zlatnim krunama i proglasio Mariju kraljicom Hrvata. Govornik je tada bio nadbiskup koadjutor dr. Alojzije Stepinac. U crkvu je provaljeno 30. ožujka 1938., provalnici su uzeli krune, ali su ih ispustili prilikom bijega. Biskupska konferencija proglasila je 1971. bistričko svetište Nacionalnim prošteništem čitavog hrvatskog naroda te je odredila da se 13. srpnja slavi blagdan Majke Božje Bistričke. Godine 1984. u Mariji Bistrici je održan Nacionalni euharistijski kongres.
Slike u cintoru naslikao je Ferdo Quiqerez, a obnovio ih akademski slikar Vladimir Pavlek od 1982. do 1984. Papa Ivan Pavao II. proglasio je kardinala Alojzija Stepinca blaženim 3. listopada 1998. u Mariji Bistrici, kada je svetište za tu prigodu posebno uređeno i dograđeno. 
Zagrebački nadbiskup Josip Bozanić otvorio je Karmel Majke Božje Bistričke i bl. Alojzija Stepinca te posvetio samostansku crkvu 12. veljače 2000. U godini Velikog jubileja 2000. odlukom Josipa Bozanića bazilika Majke Božje Bistričke postala je jedna od četiriju oprosnih crkava. Kardinal Joseph Ratzinger, tada pročelnik Kongregacije za nauk vjere i kasnije papa Benedikt XVI., posjetio je Mariju Bistricu 8. studenoga 2001. godine. Podignut je spomenik papi Ivanu Pavlu II. podno Kalvarije 18. svibnja 2003.

## Galerija
- Kip Blažene Djevice Marije s Djetetom Isusom u Mariji Bistrici
- Kip Majke Božje Bistričke s Djetetom Isusom
- Unutrašnjost bazilike Blažene Djevice Marije u Mariji Bistrici
- Pročelje Bazilike
- Pogled na svetište s boka

## Zaštita
Pod oznakom Z-2361 zavedena je kao nepokretno kulturno dobro - pojedinačno, pravnog statusa zaštićena kulturnog dobra, klasificirano kao "sakralna graditeljska baština".

## Vanjske poveznice
- Svetište Majke Božje Bistričke (hrv.) (engl.) (njem.) (tal.) (šp.) (fr.) (polj.) (mađ.) (slov.)
- Ante Vranković: Ivan Komersteiner - Ikonograf čudesno obnovljenog Hrvatskog Kraljevstva, Hrvatsko slovo, br. 1099, 13. 5. 2016., str. 28 i br. 1100, 20. 5. 2016., str. 28-29 (O okolnostima koje su dovele do toga da Marija Bistrica postane glavnim duhovnim stjecištem hrvatskoga naroda)